# Gioan Trương Khánh Thiên
Gioan Trương Khánh Thiên (sinh 1955, tiếng Trung:張慶天, tiếng Anh: John Zhang Qingtian) là một giám mục người Trung Quốc của Giáo hội Công giáo Rôma. Ông hiệm đảm nhận vị trí Giám mục Phụ tá/Đại diện Tông Tòa Hạt Phủ doãn Tông Tòa Dịch Huyện.

## Tiểu sử
Giám mục Thiên sinh năm 1955 hoặc 21 tháng 9 năm 1956 tại Trung Quốc. Sau khoảng thời gian tu học, ngày 28 tháng 11 năm 1985 hoặc năm 1988, ông được thụ phong chức vị linh mục. Ông được chọn và bí mật tấn phong chức giám mục phụ tá Hạt phủ doãn Tông Tòa Dịch Huyện ngày 14 tháng 5 năm 1992. Chính quyền Trung Quốc hiện đã công nhận ông là Giám mục Đại diện Tông Tòa Dịch Huyện, còn phía Tòa Thánh chưa xác nhận tin này.